# 美少女戦士セーラームーンSuperS セーラー9戦士集結!ブラック・ドリーム・ホールの奇跡
『美少女戦士セーラームーンSuperS セーラー9戦士集結!ブラック・ドリーム・ホールの奇跡』（びしょうじょせんしセーラームーンスーパーズ セーラー9せんししゅうけつ ブラック・ドリーム・ホールのきせき）は、テレビアニメ『美少女戦士セーラームーンSuperS』をもとにしたアニメ映画作品。
同時上映は『スペシャルプレゼント 亜美ちゃんの初恋 美少女戦士セーラームーンSuperS 外伝』と『あずきちゃん　ホワイト・バレンタイン 恋のチャンスがやってきた!!』。

## 概要
全国280館の東映邦画系劇場の公開ながら、最終的には6億円を超える配給収入を上げている。
入場者特典は「クリスタル・リング」。
オープニングでは、幼少期の内部太陽系戦士の姿が見られる。
本作の後、『劇場版 美少女戦士セーラームーンEternal』が上映されるまでの約25年間、映画シリーズは制作されなかった。

### 企画
1995年4月下旬に製作決定し、製作側がストーリーを考案。初期段階では当時シリーズディレクターだった幾原邦彦が監督する予定で、セーラーウラヌスとセーラーネプチューンを主人公にしたストーリーが構想されていたが、プロデューサーの交代で幾原も降板し、使われなかった構想は幾原原案・監督の『少女革命ウテナ』の草案になった。
脚本を担当する榎戸洋司が「ハメルンの笛吹き」や「トルテ城の笛吹き」のサブタイトルをベースにしたプロットを提出。6月に有迫俊彦、山本豪、芝田浩樹、武内直子がアイディアを出し合い、お菓子をモチーフにすることやセーラー戦士9人登場が決定。7月上旬に第4シナリオ決定稿が完成。
ペガサス/エリオスを登場させる案もあったが、エリオスとペルルを一緒に登場させることに武内が難色を示したために見送られた。

## ストーリー
月野うさぎたちは木野まことの家でチョコチップクッキーを作っていた。ちびうさは完成したクッキーを地場衛にあげようとするが、洋菓子店の前で不思議な少年のペルルに出会う。
同じ頃、世界中で子供達の失踪事件が続発。ちびうさも姿を消してしまう。その裏では妖精の笛の音で子供たちをさらい、「ブラック・ドリーム・ホール」で世界を包もうとする異世界の魔女バディヤーヌが暗躍していた。バディヤーヌの手下の妖精は子供たちを永遠にお菓子の夢の中に閉じ込めようとしていたが、ペルルだけがそれに異を唱えて兄弟達に追われていたのだった。
ペルルとセーラー戦士たちはさらわれたちびうさと子供たちを取り戻すべく、ブラック・ドリーム・ホールの本拠地マジパンヌ・キャッスルに向かう。

## 登場人物

### セーラー戦士
月野うさぎ
声 - 三石琴乃
ちびうさ
声 - 荒木香恵
地場衛
声 - 古谷徹
火野レイ
声 - 富沢美智恵
水野亜美
声 - 久川綾
木野まこと
声 - 篠原恵美
愛野美奈子
声 - 深見梨加
アルテミス
声 - 高戸靖広
ダイアナ
声 - 西原久美子
ルナ
声 - 潘恵子
天王はるか
声 - 緒方恵美
海王みちる
声 - 勝生真沙子
冥王せつな
声 - 川島千代子

### ゲストキャラクター
ペルル
声 - 坂本千夏
ちびうさが知り合った少年。バディヤーヌ配下の妖精だったが、バディヤーヌのやり方をよく思っておらず裏切った。
企画時では宇宙人の少年で、バディヤーヌとは親子だった。

#### 敵キャラクター
ププラン
声 - 飛田展男
バディヤーヌの手下の妖精、リーダー格で、ペルルの兄。実は正体は鳥で笛が破壊されると鳥に戻ってしまう弱点があり、ウラヌスに笛を破壊され、鳥の姿に戻る。
バナーヌ
声 - 風間信彦
バディヤーヌの手下の妖精で、バナナの実の形の帽子を被っている男。マーズに笛を破壊され、ププランと同じ末路を辿った。
バナナがモチーフ。
オランジャ
声 - 中井和哉
バディヤーヌの手下の妖精で、葉でできた帽子を被っている男。ウラヌスに笛を破壊されププランやバナーヌと同じ末路を辿った。
オレンジがモチーフ。
ボンボンベピーズ
声 - 小野綾子、宇和川恵美
ププランたちが持つキャンディが、笛の音によって変化した風船型の兵士。ププランが操っているのが青、バナーヌが操っているのがオレンジ、オランジャが操っているのがピンク。完全に倒すことは不可能に近いが、ププラン達が鳥に戻ると消滅した。
バディヤーヌ
声 - 吉田理保子
「黒雷の女王」の別名を持ち、夢を食べる異世界の魔女。黒い稲妻を身に纏った巨大な姿が特徴。実はブラック・ドリーム・ホールの分身であり、世界各国に集めた子供たちの夢見るシュガー・エナジーを吸収し、ブラック・ドリーム・ホールを育てることで地球を飲み込むことを計画している。
体のあちこちにある八角は、武内のイメージでは中華料理に使われる香辛料である。
企画時からも地球侵略を企てる悪の女王という設定で、上述のようにペルルとは親子だった。

## スタッフ
- 企画 - 有迫俊彦、山本豪
- 原作 - 武内直子
- 監督 - 芝田浩樹
- 脚本 - 榎戸洋司
- キャラクターデザイン・作画監督 - 香川久
- 美術監修 - 窪田忠雄
- 美術監督 - 田尻健一
- 音楽 - 有澤孝紀
- 助監督 - 宇田鋼之介
- アニメーション制作 - 東映動画
- 配給 - 東映
- 製作 - 講談社、テレビ朝日、東映動画

## 主題歌
- オープニングテーマ「ムーンライト伝説」（歌 - ムーンリップス、作詞 - 小田佳奈子、作曲 - 小諸鉄矢、編曲 - 林有三）
- 挿入歌「三時の妖精」（歌 - 森の木児童合唱団とその友達、作詞 - 佐藤ありす、作曲・編曲 - 有澤孝紀）
- エンディングテーマ「Morning Moon で会いましょう」（歌 - プリティキャスト、作詞 - 佐藤ありす、作曲 - 鈴木キサブロー、編曲：戸塚修）

## 関連CD
美少女戦士セーラームーンSuperS ミュージックコレクション
本作および同時上映の『スペシャルプレゼント 亜美ちゃんの初恋 美少女戦士セーラームーンSuperS 外伝』で使用された楽曲を収録した全16曲のサウンドトラック。

## 関連イベント
1995年12月10日、本作の公開を記念して「セーラームーン・エクスプレスII号」というイベント電車が走行（西武新宿駅発西武遊園地駅着）。ちびムーンを含めた着ぐるみの内部太陽系戦士6人と、5万人の応募者から抽選で選ばれた1500人の女児が乗車。同日には西武遊園地でイベントが開催。審査を勝ち抜いた8人の女児による「歌ってアイドル セーラームーンコンテスト」、プリティキャストによるミニコンサート、着ぐるみセーラー戦士によるキャラクターショーといった構成。
公開前日の12月22日には、丸の内東映で特別試写会「ファンタスティックナイト」が開催。内部太陽系戦士5人のショー、三石をはじめとした内部太陽系戦士5人の声優陣によるトークショー、プレゼント抽選会という構成。

## 映像ソフト
セーラームーンの映画すべてを収録した「美少女戦士セーラームーン THE MOVIE DVD-BOX」が2002年3月21日、単巻が2005年8月5日にそれぞれ発売。